# ديفيد ديني
ديفيد ديني (بالإنجليزية: David Denny)‏ هو موسيقي وعازف قيثارة أمريكي، ولد في 5 فبراير 1948 في بيركيلي في الولايات المتحدة.

## وصلات خارجية
- ديفيد ديني على موقع ميوزك برينز (الإنجليزية)
- ديفيد ديني على موقع ديسكوغز (الإنجليزية)